# Serdiana
Serdiana là một đô thị ở tỉnh Sud Sardegna, vùng Sardegna của Ý, có vị trí cách khoảng 20 km về phía bắc của Cagliari. Đến thời điểm ngày 31 tháng 12 năm 2004, đô thị này có dân số 2.354 và diện tích là 55,7 km².
Serdiana giáp các đô thị: Dolianova, Donorì, Monastir, Sant'Andrea Frius, Sestu, Settimo San Pietro, Soleminis, Ussana.